# T. V. Smith
Tim Smith alias T. V. Smith né à Romford, Essex, le 5 avril 1956 est un chanteur de punk. 
D'abord membre de Sleaze , il s'installe à Londres avec sa petite-amie Gaye Black à qui il apprend la guitare. Après avoir vu les Sex Pistols, ils forment le groupe The Adverts.
T. V. Smith se lance ensuite en solo. Il joue avec des groupes tels que Amen ou Die Toten Hosen.

## Discographie

### The Adverts
- 1978 : Crossing the Red Sea with The Adverts
- 1979 : Cast of Thousands

### T. V. Smith’s Explorers
- 1981 : Last Words Of The Great Explorer

### T. V. Smith's Cheap
- 1994 : RIP... Everything Must Go

### T. V. Smith
- 1983 : Channel 5
- 1992 : March of the Giants
- 1994 : Immortal Rich
- 1998 : Generation Y
- 2001 : Useless - The Very Best Of T. V. Smith Backing Band Die Toten Hosen
- 2003 : Not a Bad Day
- 2006 : Misinformation Overload
- 2005 : One Chord Wonder – DVD Live at "The Sun Festival" 1996, "Wild Heart", Berlin 2001, "Kuba" Jülich 2003
- 2007 : T. V. Smith & The Bored Teenagers - Crossing the Red Sea with The Adverts Live at The 100 Club, London April 5th 2007
- 2008 : In the Arms of my Enemy
- 2009 : Live at the N. V. A. Ludwigsfelde, Germany Doppel-CD
- 2010 : Sparkle in the Mud
- 2011 : Coming in to Land
- 2014 : I Delete